# Православ'я у Дніпропетровській області

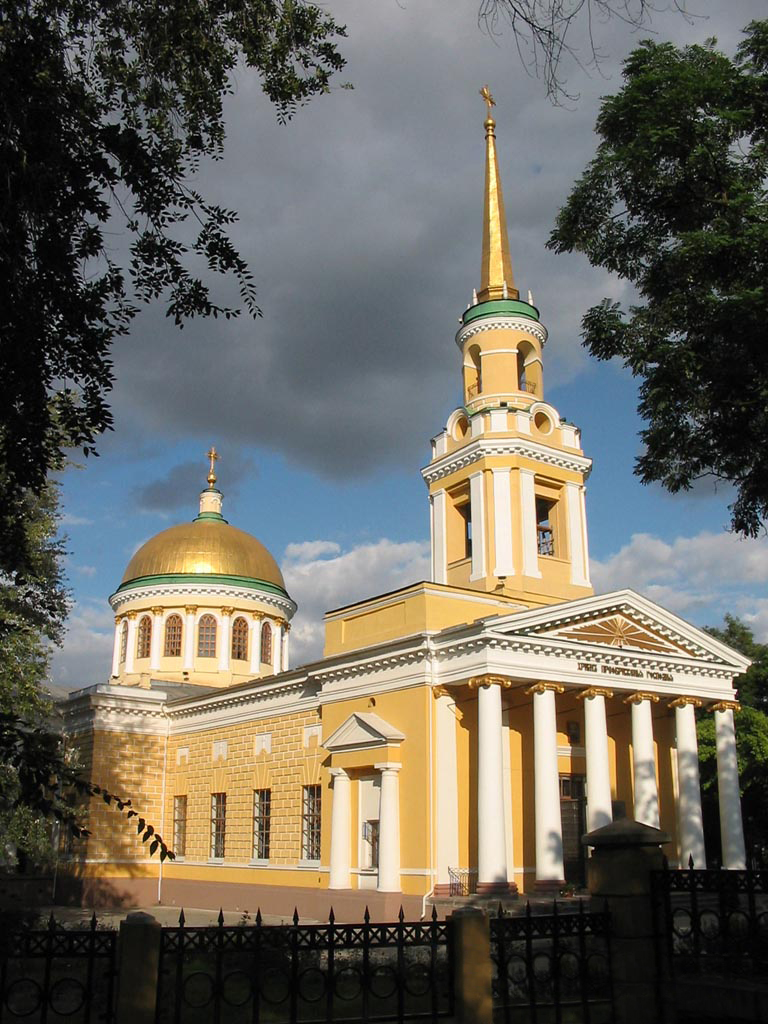
Спасо-Преображенський собор Дніпра.

Православ’я на території сучасної Дніпропетровської області з’явилося ще в часи Київської Русі, згодом поширилося завдяки запорозьким козакам, які обороняли свою віру, захищали Православну церкву і будували храми. До 1775 року майже вся територія сучасної Дніпропетровської області входила у Київську єпархію (митрополію) Константинопольського, а згодом Московського патріархату й підпорядковувалася митрополитам Київським, які призначали сюди вікаріїв або намісників (Старокодацьке намісництво). Після ліквідації Запорозької Січі тут була створена Слов’янська і Херсонська єпархія, що згодом було перейменована на Катеринославську, а з 1926 року на Дніпропетровську. У 1919-1945 тут також діяли громади Української автокефальної православної церкви спершу митрополита Василя (Липківського), а потім юрисдикції Полікарпа (Сікорського). У 1990-х роках, окрім Дніпропетровської єпархії Української православної церкви (Московського патріархату), що зберегла спадкоємність ієрархії із попередніми структурами Російської православної церкви на території області, почала діяти також Дніпропетровська єпархія Української православної церкви Київського патріархату.
На 1 січня 2009 року в області діяло дві єпархії УПЦ МП (Дніпропетровська і Криворізька), що складалися з 546 парафій і 8 монастирів; дві єпархії ПЦУ із 125 парафіями та двома монастирями. Старообрядці мають в області дві громади, інші православні релігійні організації — 8 громад.

## Історія
Історія поширення православної віри на Дніпропетровщині має глибокі корені. За легендою ще апостол Андрій Первозваний проповідував у цих землях і хрестив тут язичників.

### Константинопольський патріархат
Згодом православ’я поширилося тут завдяки запорозьким козакам, які зі зброєю в руках захищали православну віру, дбали про свої храми, вкладали значні кошти у їхню підтримку, ремонт та будували нові. Самарський Пустинно-Миколаївський монастир був одним з центрів Православ’я на цих територіях у той час. Він був і лікарнею для поранених, і притулком для самотніх старих козаків, що потребували опіки. У столиці Запорозької Січі посеред площі стояв храм, де проходили генеральні козацькі наради. Саму Запорозьку Січ називали християнською республікою, що вказує на особливу роль Православної церкви в житті Січі.
Юрисдикційно Січ підпорядковувалася Київській митрополії.

### Московський патріархат
У 1686 році Київська митрополія була приєднана до Московського патріархату. У другій половині 18 століття відбулося багато військово-політичних та адміністративно-територіальних змін в Російській імперії. Османська імперія поступилася південноукраїнськими землями, Катерина II ліквідувала Запорозьку січ.
До 1775 року майже вся Катеринославська губернія Російської імперії входила до складу Київської єпархії і залежала від Київського митрополита, що і керував нею до 1760 року за допомогою Полтавських протопопів, аз 1760 року - за допомогою Старокодацьких намісників. До того часу створюються нові губернії, намісництва, будуються міста. Облаштовується місто Катеринослав, на честь святої великомучениці Катерини. 9 травня 1787 року відбувається початок закладення будівництва Преображенського собору на нинішньому його місці. Місто Катеринослав повинне було складати славу імператриці Катерині II, через що відкривається Катеринославський університет - «культурою впливати, як на народи слов'янського півдня, так і на тих, хто грецьку, татарську й іншу мову вживають».

### Катеринославська єпархія Російської православної церкви
Після ліквідації Запорозької Січі, у 1775 році, вольності Війська Запорозького й Низового були поділені в адміністративному відношенні на дві губернії: Новоросійську й Азовську. А для керування справами церковними за бажанням князя Г. О. Потьомкіна була заснована Указом імператриці Катерини II від 7 вересня 1775 року Катеринославська єпархія, що одержала назву Слов'янської й Херсонської для жителів Новоросійського краю. Назва єпархії Слов'янська була дана через велику кількість слов'ян, що переселилися сюди з османських і австрійських земель. У межі знову заснованої єпархії, що займає «всю Єлизаветградську провінцію з одного боку, і всі місця Азовської губернії до Черкаська й інших селищ Донського війська, з іншої сторони», ввійшла і частина пізнішої Катеринославської, нині Дніпропетровської єпархії, у тому числі і козацька слобода Мостина, тобто, те місце, нині знаходиться м. Дніпро із його околицями.
Назва і територія новоствореної Катеринославської єпархії мінялися разом з назвою й територією Новоросійської й Азовської губерній. Коли у квітні 1784 року в місті Кременчуці було відкрито Катеринославське намісництво, до складу якого ввійшли: Крим, Новоросійська й Азовська губернії, єпархія одержала назву Катеринославської, а архієреї титулувалися Катеринославськими і Херсонес-Таврійськими. Коли Катеринославське намісництво, разом з виділеним з нього Вознесенськом, за наказом імператора Павла Петровича (12 грудня 1796), було перейменовано в Новоросійську губернію, єпархія отримує ім'я Новоросійської, а архієрей носить титул Новоросійський і Дніпровський.
При розділі Новоросійської губернії у 1802 році на Миколаївську, перейменовану 15 травня 1803 року в Херсонську, Таврійську та Катеринославську, єпархія поєднує усі три і називається Катеринославською, причому єпископ одержує потрійний титул: Катеринославський, Херсонський і Таврійський. Назва Катеринославської єпархії зберігається до 1926 року, коли місто Катеринослав було перейменовано в місто Дніпропетровськ. Єпархія стала називатися Дніпропетровською.
Спершу, обіймаючи великий територіальний простір, Катеринославська єпархія, з часом, із утворенням нових єпархій, природно зменшувалася у своїх розмірах. Змінюючи з волі вищого керівництва свої найменування, архієрейська кафедра не раз змушена була змінювати і своє місцеперебування. Єпархіальні центри Катеринославської єпархії були з 1775 по 1797 роки в м. Полтаві. Потім, з 1797 по 1804 роки у м. Новомиргороді. З 1804 року кафедра з Новомиргорода була перенесена в м. Катеринослав.

#### Титули
Зміни назви єпархії та архієрейських титулів:
1. Слов'янський і Херсонський (7 вересня 1775 — 1786)
2. Катеринославський і Херсонес-Таврійський (1786 — 21 грудня 1797)
3. Новоросійський і Дніпровський (21 грудня 1797 — 4 грудня 1803)
4. Катеринославський, Херсонський і Таврійський (4 грудня 1803 — 9 квітня 1837)
5. Катеринославський і Таганрозький (9 травня 1837 — 1 травня 1911)
6. Катеринославський і Маріупольський (1 травня 1911 — 1921), з 1918 у складі Українського екзархату Російської православної церкви
7. Катеринославський і Новомосковський (1921 — 1926)
8. Дніпропетровський і Запорізький (1926 — 1992), з 1991 у складі Української православної церкви (Московського патріархату)
9. Дніпропетровський і Криворізький (1992 — 27 липня 1996)
10. Дніпропетровський і Павлоградський (27 липня 1996 — нині)

#### Вікаріатства
При Катеринославській єпархії були такі вікаріатства, де перебували архієреї, що допомагали керувати усією єпархією:
1. Феодосійське й Маріупольське вікаріатство (7 березня 1787 — 16 жовтня 1799)
2. Таганрозьке вікаріатство (1911 — 1920-ті?)
3. Приазовське вікаріатство (1917 — 1920-ті?)
4. Олександрівське й Петропавлівське вікаріатство (1917 — 1932)
5. Бахмудське й Артемівське вікаріатство (1921 — 1922)
6. Криворізьке вікаріатство (1928 — 1930)
7. Маріупольське вікаріатство (1919 — 1924)
8. Приазовське й Таганрозьке вікаріатство (1917 — 1919)

### Українська автокефальна православна церква (1919-1944)
У 1919-1930-х на цих територіях також діяла УАПЦ митрополита Василя (Липківського).
У 1942-1944 була створена і діяла Дніпропетровська і Запорізька єпархія УАПЦ митрополита Полікарпа (Сікорського), яку з 24 квітня 1942 року і до еміграції в 1944 очолював єпископ Геннадій (Шиприкевич).

## Сучасність

### Українська православна церква (Московський патріархат)
У 1991 році Український екзархат Московського патріархату отримав статус самоврядної Церкви з правами широкої автономії. Спадкоємність ієрархії, як і юридична спадкоємність, із структурами Московського патріархату на території України, була цілковито збережена. У 1992 року Дніпропетровська і Запорізька єпархія була розділела на дві й Дніпропетровська єпархія стала відповідати межам Дніпропетровської області. 27 липня 1996 року на Дніпропетровщині була заснована Криворізька єпархія з титулом для керуючого архієрея «Криворізький і Нікопольський». До складу Дніпропетровської єпархії віднесені такі райони області: Дніпропетровський, Васильківський, Магдалинівський, Межівський, Новомосковський, Павлоградський, Петропавлівський, Петриківський, Покровський, Синельниковський, Царичанський і Юр'ївський. До складу Криворізької єпархії віднесені: Криворізький, Апостолівський, Верхньодніпровський, Криничанський, Нікопольський, П'ятихатський, Солонянський, Софіївський, Тамаківський, Широківський райони і місто Кам'янське.
Дніпропетровську єпархію очолює митрополит Іриней (Середній), а Криворізьку архієпископ Єфрем (Кицай).
На території обох єпархій розміщені та діють 10 монастирів УПЦ МП. Зокрема, Самарський Пустинний Свято-Миколаївський чоловічий монастир біля Новомосковська, що був заснований у другій половині 16 століття, а в 1930-х закритий. Його почали відроджувати під керівництвом ігумена Досифея (Савелов). Знаменський жіночий монастир у селі Вербівське, Васильківського району був заснований у 1906 році та йменувалася Знаменською пустинею, відроджується під керівництвом ігумені Георгії (Ємелянової). Свято-Тихвинський жіночий монастир у селі Мар'ївка, Магдалинівського району, заснований у 1885 році , за комуністичного режиму був закритий та зруйнований вщент, відроджується під керівництвом ігумені Марії (Пояскової). Свято-Тихвинський жіночий монастир у м. Дніпрі, заснований 1877 року, теж закритий і зруйнований, відроджений під керівництвом ігумені Марини (Ткачук).
З 1998 року за благословенням архієпископа Іринея відновлене видання «Дніпропетровські Єпархіальні Відомості», що видавалися з 1872 року за назвою «Катеринославські Єпархіальні Відомості». Також тут видається контроверсійний православний журнал «Спасіть наші душі», який зазвичай дуже жорстко критикується в православних богословських колах.
У Дніпропетровську збудовано великий єпархіальний центр. Кафедральним собором є Спасо-Преображенський.
Станом на 1 січня 2009 року в Дніпропетровській області діяли 546 парафій, 8 монастирів з 150 ченцями і черницями, одне братство. Несли служіння 499 священиків, діяли 195 недільних шкіл, і виходило 12 періодичних видань.

### Православна церква України
Детальніше: Дніпропетровська єпархія Православної церкви України
З 1992 року на території області активно діяла і розвивалась Українська православна церква Київського патріархату. Один з її найвідоміших діячів — митрополит Адріан (Старина), постійний член Синоду УПЦ КП, довгий час очолював Дніпропетровську та Криворізьку кафедри УПЦ КП. З початку 1990-х також діяла відроджена УАПЦ, однак кількість парафій завжди була незначна. Після Об'єднавчого собору 2018 року була створена Православна церква України на основі УПЦ КП і УАПЦ. Нині Дніпропетровська єпархія ПЦУ очолюється єпископом Симеоном.
Станом на 1 січня 2009 року в Дніпропетровській області діяли 115 парафій УПЦ КП (з них 19 незареєстрованих), 2 монастирі з 15 ченцями і черницями, одна місія, одне братство, один духовний навчальний заклад з 28 студентами. Служили 73 священнослужителя, діяли 9 недільних шкіл та два періодичні видання. У складі УАПЦ існували 9 парафій, служили 10 священиків і діяли три недільні школи.

### Інші православні релігійні організації
Існує кілька громад старообрядців (у 2009 2 зареєстровані).
Станом на 1 січня 2009 року в Дніпропетровській області діяли також ще 8 православних громад інших юрисдикцій з 4 священиками (один з яких іноземець).

## Статистика
Державна статистика православних організацій на території області в порівнянні з греко-католицькою та римо-католицькою церквою: Православна церква України, Українська православна церква (Московського патріархату), Українська автокефальна православна церква (оновлена), Руська православна церква закордоном, Руська православна старообрядницька церква (білокриницька згода), Руська старообрядницька церква (безпопівська згода), Руська древлєправославна церква (новозибківська згода), релігійні організації Істинно-православної церкви, незалежні православні громади.
| Рік  | ПЦУ | УПЦ(МП) | УАПЦ(о) | РПЦЗ | РПСЦ | РСЦ(бпз) | РДЦ | ІПЦ | Незалежні | Усі православні | УГКЦ | РКЦ |
| ---- | --- | ------- | ------- | ---- | ---- | -------- | --- | --- | --------- | --------------- | ---- | --- |
| 2019 | 213 | 639     | 0       | 2    | 1    | 1        | 0   | 4   | 8         | 868             | 17   | 8   |
| 2020 | 213 | 639     | 0       | 2    | 1    | 1        | 0   | 4   | 10        | 870             | 17   | 8   |
| 2021 | 214 | 639     | 0       | 2    | 1    | 1        | 0   | 4   | 10        | 871             | 15   | 8   |

| Рік  | ПЦУ | ПЦУ | УПЦ(МП) | УПЦ(МП) | УАПЦ(о) | УАПЦ(о) | РПЦЗ | РПЦЗ | РПСЦ | РПСЦ | РСЦ(бпз) | РСЦ(бпз) | РДЦ | РДЦ | ІПЦ | ІПЦ | Незалежні | Незалежні | Усі православні | Усі православні | УГКЦ | УГКЦ | РКЦ | РКЦ |
| Рік  | с.  | ч.  | с.      | ч.      | с.      | ч.      | с.   | ч.   | с.   | ч.   | с.       | ч.       | с.  | ч.  | с.  | ч.  | с.        | ч.        | с.              | ч.              | с.   | ч.   | с.  | ч.  |
| ---- | --- | --- | ------- | ------- | ------- | ------- | ---- | ---- | ---- | ---- | -------- | -------- | --- | --- | --- | --- | --------- | --------- | --------------- | --------------- | ---- | ---- | --- | --- |
| 2019 | 240 | 15  | 548     | 132     | 0       | 0       | 2    | 0    | 1    | 0    | 1        | 0        | 0   | 0   | 3   | 0   | 2         | 0         | 797             | 147             | 12   | 0    | 8   | 4   |
| 2020 | 174 | 17  | 549     | 132     | 0       | 0       | 2    | 0    | 1    | 0    | 1        | 0        | 0   | 0   | 3   | 0   | 6         | 0         | 736             | 149             | 13   | 0    | 9   | 7   |
| 2021 | 174 | 17  | 549     | 132     | 0       | 0       | 2    | 0    | 1    | 0    | 1        | 0        | 0   | 0   | 3   | 0   | 6         | 0         | 736             | 149             | 9    | 0    | 6   | 7   |